# Slaget om Osaka

Belägringen av Osaka.

Slaget om Osaka (大坂の役, Ōsaka no eki) var en serie militära kampanjer som Tokugawashougunatet drev mot Toyotomiklanen. Kampanjerna, som genomförde 1614-1615 och delas upp i vinterkampanjen och sommarkampanjen, innebar slutet på Toyotomiklanen och därmed också det sista stora militära motståndet mot shogunatet.